# Erdőispánság

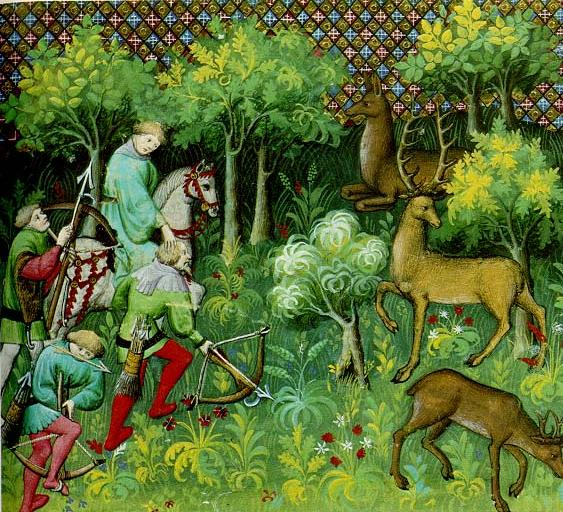
Középkori erdőjelenet a Livre de chasse (1387) című francia vadászati kézikönyvből.

Az erdőispánságok királyi udvarbirtokok voltak a Magyar Királyságban, amelyek nagy kiterjedésű, zárt erdőterületeken működtek. Élükön erdőispánok álltak. Az Árpád-korban alakultak ki, de általában rövid életűek voltak. Jelentőségük a 13–14. század fordulójára megszűnt, területeik pedig vármegyévé alakultak, magánbirtokká váltak, vagy királyi vadászterületté lettek. A várispánságokkal ellentétben az erdőispánságok elsődleges célja nem a mezőgazdasági termelés vagy katonai feladatok ellátása volt, hanem az erdők felügyelete, gazdasági hasznosítása, és a király vadászati igényeinek kiszolgálása. Szerepük a német Pfalzokéhoz volt hasonló.

## Történetük
Az erdőispánságok az Árpád-kori magyar közigazgatás késői fejleményei voltak. Ezek olyan nagy kiterjedésű, zárt erdőterületekből álltak, amelyeket önálló közigazgatási egységekké szerveztek, királyi uradalomként működve. Az első erdőispánságokat a 12. század végén hozták létre, és ezek szervezésekor a már meglévő királyi birtokok és vadászterületek képezték az alapot. Valószínű, hogy ezek az egységek nem egy időben jöttek létre: a belső országrészeken gyorsabban megszervezték őket, mint a távoli határvidékeken. A 13. században egyes erdőispánsági területeken királyi várak épültek, amelyek az uradalmak védelmét és központi igazgatását szolgálták. A 13. század után az erdőispánságok jelentősége fokozatosan csökkent, mivel az uralkodók ritkábban utaztak az országon belül, az erdészeti gazdálkodás visszaszorult, a királyi birtokokat eladományozták, és a vadászati funkciók átalakultak, így az intézmény fenntartása már nem volt indokolt. Az erdőispánságok közül néhány önálló vármegyévé alakult, például Torna, míg mások, mint a pataki erdőispánság, a szomszédos megyékbe olvadtak be, például Abaúj és Zemplén vármegyébe. Egyes esetekben, mint a Bakony-erdőispánságé, a terület magánföldesúri kézbe került. Az erdőterületek egy részét a továbbiakban vadászati célokra használták, míg másokat új tulajdonosaik gazdasági hasznosításra kaptak meg, az erdőhasználati jog fenntartásával. Az erdőispánságok emlékét egyes községek különleges kiváltságai őrzik, amelyek akár évszázadokon át fennmaradtak.

## Gazdasági szerepük
Ezek a gazdasági egységek a király és kísérete számára nyújtottak gazdasági és logisztikai hátteret, elsősorban a királyi vadászat idején, ugyanakkor fontos szerepet töltöttek be az erdők hasznosításában is, ideértve a fakitermelést, a halászatot és a vadászatot. Az intézmény fő célja az volt, hogy a lakatlan erdőterületek erőforrásait az ispánsági központok ellátására fordítsák. Összességében az erdőispánságok a középkori Magyarországon a királyi gazdálkodás és igazgatás egy különleges formáját képviselték. Bár rövid életű intézmények voltak, jelentőségük meghatározó volt a kor gazdasági és társadalmi fejlődése szempontjából.

## Helyi társadalom
Az erdőispánságok élén ispánok (procuratorok) álltak, akik az uradalom irányítását és a királyi érdekek képviseletét végezték. Az ispánság társadalmi rendszere jól szervezett volt, és jelentős részét a helyi szolgálónépek (condicionáriusok) alkották, akik az erdőgazdálkodás és vadászat feladatait látták el. Ezeket a közösségeket a király rendelte az erdőispánságokhoz, és tevékenységük szigorúan meghatározott feladatok volt kötve. Néhány települést kifejezetten e célokra alapítottak, lakóik pedig az uradalom fenntartásában játszottak kulcsszerepet. A helyi szolgáltató népek közül a legfontosabbak az erdőóvók vagy erdőőrök (ardók) voltak, akik az ispánok irányítása alatt működtek. Feladatkörükbe tartozott az erdők őrzése, a fakitermelés, a halászat, a királyi konyha számára szükséges vadhús biztosítása, valamint az erdei patakok tisztán tartása. Egyes helyeken külön vízóvók is tevékenykedtek, akik az erdei vízfolyások karbantartását végezték. Az erdőőrök katonai hierarchiába szerveződtek, közvetlen feletteseik a tíznagyok és száznagyok voltak, akik katonai fegyelemben tartották őket. A határ menti erdőispánságokban a helyi közösségek gyakran határőrző szerepet is betöltöttek. Az erdőőrök által beszedett jövedelmek és az erdőhasználat felügyelete szintén fontos részét képezte az intézmény működésének. Az erdőóvók mellett számos más szolgálónépi foglalkozás is létezett, például bőrnyúzók (darócok), vadászok (lócok), gyepmesterek (pecérek) és halászok. A 13. században a jobbágyság kialakulásával az erdőispánságok társadalmi szervezete fokozatosan felbomlott. Az erdőispánságok felsőbb társadalmi rétege, különösen a vezetők, a nemesség soraiba emelkedtek, míg a szolgálónépek többsége jobbágyi sorba süllyedt. Az erdőispánságok társadalmi öröksége ugyanakkor hosszú távon is fennmaradt. Egyes falvak lakói, például a Veszprém megyei Szentgál vadászai, egészen 1847-ig megőrizték kiváltságaikat, és kisnemesi közösséggé váltak.Az egykori foglalkozás és az erdőispánsági rendszer helyi társadalmának emlékét számos település neve őrzi: Nyársardó, Szőlősardó, Nagylóc.

## Jelentősebb erdőispánságok
- bakonyi erdőispánság – központja Csesznek, ill. a városlődi Hölgykő vára, amit a bakonyi ispán felügyelt. Lásd még Bakonyi vadgróf.
- beregi erdőispánság – központja Bereg (Nagybereg)[5]
- pataki erdőispánság – központja Patak (Sárospatak)
- pilisi erdőispánság – központja Visegrád
- sárosi erdőispánság – központja Sáros (Nagysáros)
- tornai erdőispánság
- ugocsai erdőispánság
- zólyomi erdőispánság – központja Zólyom